# Khútor

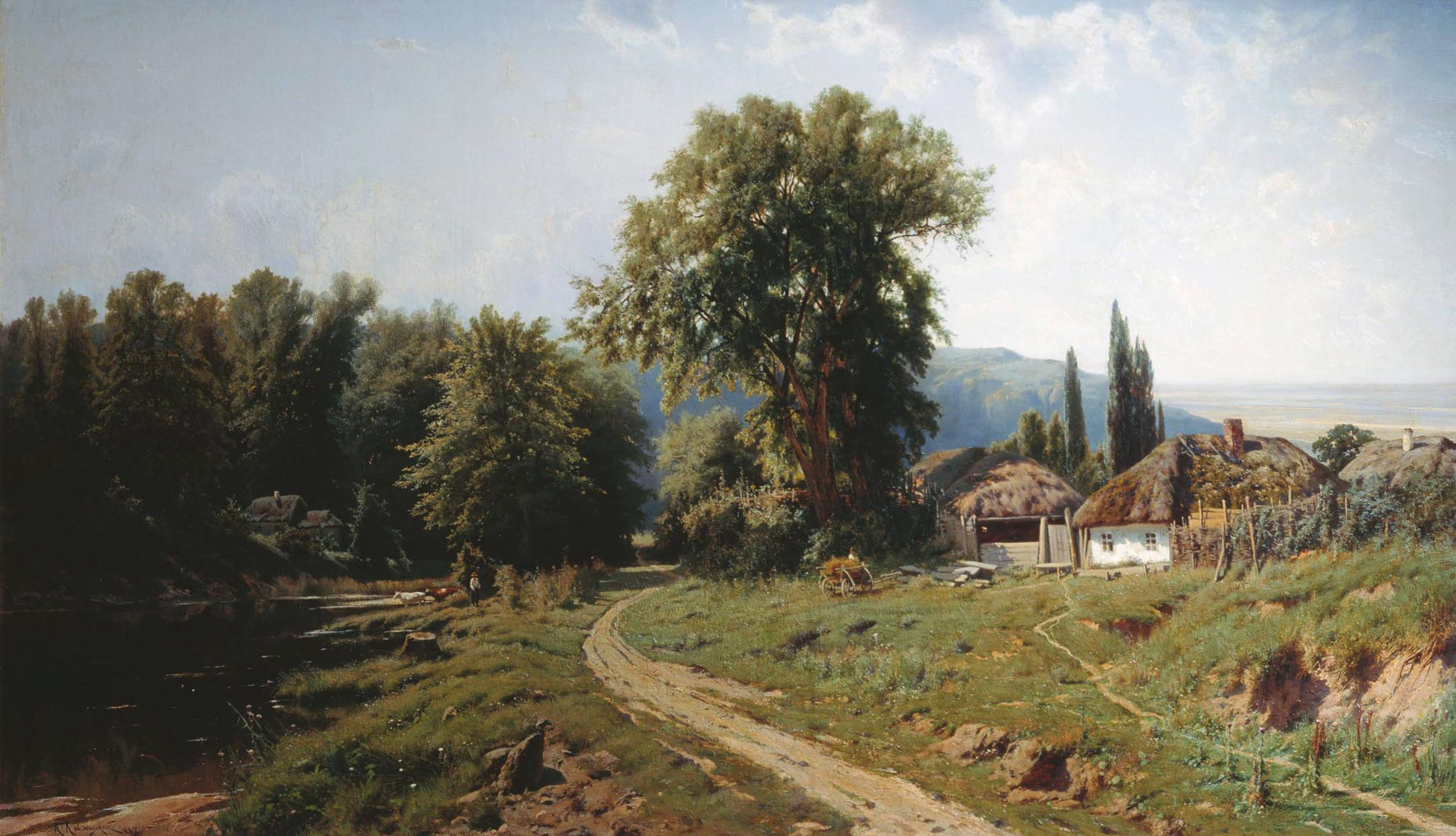
Quadre d'un paisatge amb un khútor, 1884

Un khútor (en rus хутор) és un petit poble rural cosac, tradicionalment està format per una família, amb una infraestructura bàsica, com habitatges i edificis per a ús agrícola. És anàleg a altres comunitats històriques de la Mediterrània com l'alqueria musulmana o la vil·la romana.
Un khútor forma part administrativament d'una stanitsa, que reuneix diversos khútors en territoris del mateix iurt. És un terme administratiu jurídic que es fa servir principalment en territoris poblats per cosacs a Rússia i a Ucraïna.